# Open market
Le terme Open market (mot anglophone) est utilisé pour désigner le marché sur lequel les emprunts d'État s'échangent.
Les banques centrales peuvent intervenir sur ce marché au moyen des opérations d'open market.